# Коннертон (Флорида)
Коннертон (англ. Connerton) — переписна місцевість (CDP) в США, в окрузі Паско штату Флорида. Населення — 5282 особи (2020).

## Географія
Коннертон розташований за координатами 28°18′52″ пн. ш. 82°28′31″ зх. д. / 28.31444° пн. ш. 82.47528° зх. д. (28.314415, -82.475386).  За даними Бюро перепису населення США в 2010 році переписна місцевість мала площу 34,26 км², з яких 32,95 км² — суходіл та 1,31 км² — водойми.

## Демографія
Згідно з переписом 2010 року, у переписній місцевості мешкало 2116 осіб у 262 домогосподарствах у складі 224 родин. Густота населення становила 62 особи/км².  Було 313 помешкання (9/км²).
Расовий склад населення:
| - 87,1 % — білих - 8,8 % — чорних або афроамериканців - 1,6 % — азіатів - 1,4 % — осіб інших рас |

До двох чи більше рас належало 1,1 %. Частка іспаномовних становила 9,5 % від усіх жителів.
За віковим діапазоном населення розподілялося таким чином: 14,8 % — особи молодші 18 років, 82,8 % — особи у віці 18—64 років, 2,4 % — особи у віці 65 років та старші. Медіана віку мешканця становила 31,0 року. На 100 осіб жіночої статі у переписній місцевості припадало 198,9 чоловіків;  на 100 жінок у віці від 18 років та старших — 227,0 чоловіків також старших 18 років.
Середній дохід на одне домашнє господарство  становив 129 620 доларів США (медіана — 140 125), а середній дохід на одну сім'ю — 147 062 долари (медіана — 160 865). 
Цивільне працевлаштоване населення становило 529 осіб. Основні галузі зайнятості: фінанси, страхування та нерухомість — 31,4 %, роздрібна торгівля — 23,8 %, освіта, охорона здоров'я та соціальна допомога — 11,3 %, будівництво — 11,0 %.